# Antropomorfismo moe
L'antropoformismo moe (萌え擬人化?, moe gijinka) è un tipo di antropomorfismo presente in anime e manga dove qualità tipicamente moe vengono attribuite a esseri non umani (come animali, piante e creature soprannaturali e/o fantastiche), oggetti, concetti, eventi o fenomeni. Oltre che alle qualità moe, l'antropomorfismo moe è caratterizzatto dall'aggiunta di accessori che richiamano la "forma" originale prima della personificazione, come in una sorta di cosplay, i personaggi sono disegnati in modo tale da rappresentare un oggetto inanimato o un prodotto popolare. Parte dell'umorismo (talvolta satirico) della personificazione deriva dalla personalità attribuita al personaggio e dalla pura arbitrarietà nel personificare macchine, oggetti o addirittura luoghi e renderli dolci o carini.

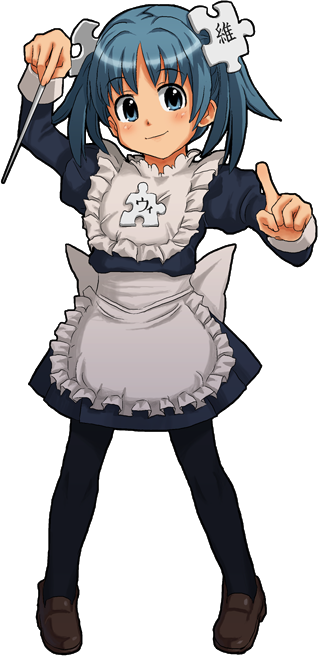
Wikipe-tan, una combinazione della parola Wikipedia e il suffisso giapponese amichevole per bambini, -tan, è l'antropomorfo moe di Wikipedia.

Questa forma di antropomorfismo è molto comune nella subcultura otaku. Ad eccezione dei kemonomimi (personaggi umani con alcune caratteristiche animali), molte personificazioni derivano dai dōjin. Una delle prime forme di antropomorfismo moe è la Gundam MS Girl creata da Mika Akitaka nel 1982. Molte antropomorfizzazioni sono risultate da discussioni su forum giapponesi come 2channel o Futaba Channel. La tendenza si è diffusa dai circoli dōjin e anche anime e manga commerciali presentano personaggi che sono personificazioni di oggetti inanimati.

## Aspetti sociologici
Lo studioso di media Yuji Sone ha sostenuto che, essendo le personificazioni solitamente rappresentate da belle ragazze, esse sono una conseguenza dell'habitus della subcultura otaku verso le fantasie sessuali. Lo psicologo Tamaki Saitō considera l'antropomorfismo moe come esempio di arte mitate-e, in quanto grazie all'uso simultaneo di cultura alta e bassa riesce a fornire significati aggiuntivi, a volte umoristici. Saitō collega inoltre questo tipo di antropomorfismo con un "desiderio di trasformazione" unito al concetto di shōjo.

## Tipi

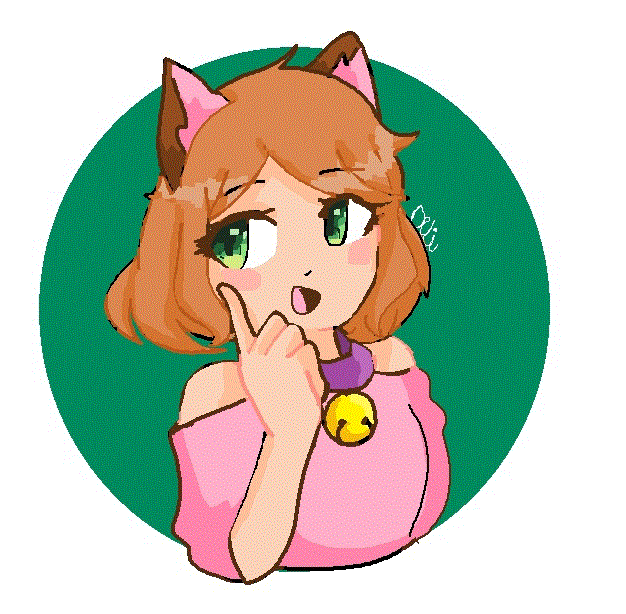
Un nekomimi, un tipo di kemonomimi con le orecchie di un gatto.

### Animali
Kemonomimi (獣耳?), che letteralmente significa "orecchie animali", è la raffigurazione di personaggi umani e simil-umani con orecchie animali e, per estensione, altre caratteristiche come la coda. Nell'ambito dell'antropomorfismo moe sono molte le rappresentazioni di personaggi animali in forma umana, gli animali più comuni sono i gatti (nekomimi), ma numerosi sono anche cani, conigli, volpi e lupi. I personaggi Kemonomimi appaiono principalmente umani tranne che per le caratteristiche animali aggiunte. Nella teoria di Hiroki Azuma a proposito della cultura otaku, le orecchie animali sono un tipo di "elemento moe" che, combinato con altri elementi, crea una risposta affettiva nei fan. Un esempio di franchise che fa uso di Kemonomimi è Kemono Friends, caratterizzato da animali antropomorfizzati sotto forma di ragazze e giovani donne, presentando oltre che animali reali anche criptidi e creature leggendarie. Altro esempio è Uma Musume Pretty Derby, che trasforma famosi cavalli da corsa giapponesi in ragazze. Mimiketto è un convegno di doujinshi dedicato alle opere kemonomimi.

### Creature mitologiche e fantastiche
Quando le caratteristiche moe sono attribuite a varie creature del folklore, della mitologia o della fantasia, vengono solitamente chiamate monster girls (ragazze mostro), vi sono anche le controparti maschili, ma meno comuni. I loro tratti bestiali possono essere completamente mantenuti, limitati in semplici tic della personalità o rimossi del tutto. Un esempio è la serie di videogiochi dōjin soft Tōhō Project, che personifica yōkai e altri esseri mitici e li trasforma in ragazze e donne. Questo tipo di antropomorfismo è stato ulteriormente reso popolare da manga come Monster Musume e A Centaur's Life. In alcuni casi, le monster girls rimangono relativamente invariate dalla loro forma e personalità originale, come nel caso delle sirene e dei centauri.

### Computer
Anche se Chobits (2001) e Toy's iMac Girl (1998) sono i primi casi di questo tipo di antropomorfismo, la tendenza di trasformare i fenomeni informatici in moe è iniziata grazie a Shiitake-chan (しいたけちゃん?), l'antropomorfizzazione del tasto "stop" di Internet Explorer. L'idea di Shiitake-chan è arrivata nel 2001 su 2channel tramite un messaggio di un utente che affermava che il tasto "stop" di Internet Explorer gli ricordava uno shiitake. Quando Microsoft ha pubblicato Windows 7 in Giappone, hanno incluso un pacchetto tematico incentrato su una personificazione del sistema operativo, chiamata "Nanami Madobe", con campionamenti vocali di Nana Mizuki. Microsoft ha inoltre creato altre due personificazioni, "Yū Madobe" e "Ai Madobe", per promuovere Windows 8 in Giappone.
Altri software e siti web sono stati antropomorfizzati. Wikipedia ha "Wikipe-tan", mentre le applicazioni Mozilla hanno il proprio set di "Moezilla". I Netizen cinesi hanno creato la "Green Dam Girl" per protestare contro il content-control software cinese Green Dam Youth Escort. Nel 2010, l'illustratore taiwanese noto come "shinia" su Pixiv ha creato una personificazione di Microsoft Silverlight chiamata Hikaru Aizawa, che è stata ufficialmente promossa da Microsoft Taiwan. Nel 2013, Microsoft Singapore ha presentato Inori Aizawa, una mascotte moe per Internet Explorer.
La serie manga e anime Aoi sekai no chūshin de presenta personaggi che sono personificazioni di giochi per computer. I videogiochi con personaggi basati su di essi includono Sonic the Hedgehog, Super Mario e Tetris. Sega Hard Girls presenta personificazioni di videogiochi Sega.

### Diritto e politica

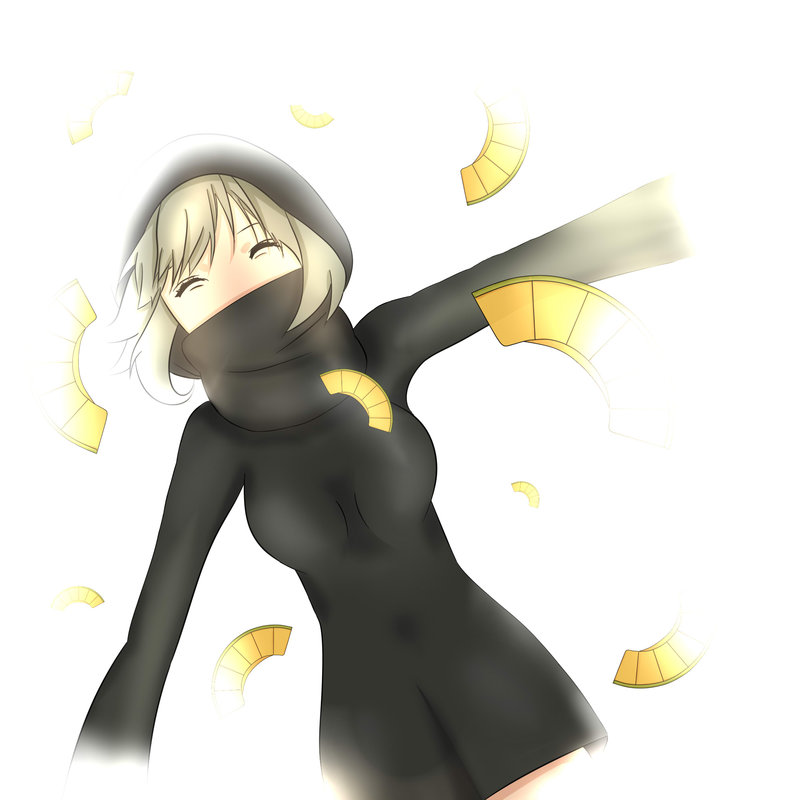
ISIS-chan è la personificazione moe dell'ISIL.

Elementi della costituzione giapponese sono stati antropomorfizzati in ragazze moe, come l'Articolo 9, che impedisce al Giappone di dichiarare guerra, e venendo ritratta quindi come una ragazza "amante della pace."
Nel 2010, gli utenti della "Breaking News board" su 2channel hanno creato Hinomoto Oniko come antropomorfismo dell'espressione razzista cinese comunemente usata contro i giapponesi, Riben Guizi (日本鬼子), che letteralmente significa "diavoli giapponesi". Il personaggio è stato realizzato dalla comunità di 2channel in risposta al crescente sentimento anti-giapponese tra i netizen cinesi, e da allora è diventato un meme all'interno di bacheche e forum giapponesi. In giapponese, la lettura del kun'yomi dei kanji che compongono l'insulto razziale può essere interpretato come un nome personale femminile, per questo il personaggio è raffigurato come una giovane ragazza che indossa un tradizionale kimono, un paio di corna da diavolo e una katana.
Nel 2015, alcuni utenti di Internet hanno creato "ISIS-chan", una personificazione del gruppo jihadista  dello Stato Islamico (ISIL). L'immagine è stata utilizzata da Anonymous in contrasto alla propaganda online dello Stato islamico.

### Altri
Altri casi di personificazioni moe sono:
Cellule
Il manga Cells at Work! - Lavori in corpo raffigura le cellule del corpo umano come personaggi maschili e femminili
Carbone
Sulla base del binchōtan e di altri tipi di carbone, l'anime e manga Binchō-tan utilizza il dajare (gioco di parole) della parola giapponese per carbone (炭?, tan) per creare una serie di personificazioni come ragazze carine.
Paesi
Similarmente alle personificazioni nazionali, esistono anche le versioni moe di vari Paesi. Ad esempio, il Giappone diventa Nihon-chan, l'Afghanistan diventa Afuganisu-tan, entrambi facenti parte di webcomic giapponesi. Oltre a questi esempi vi è il manga Hetalia: Axis Power, che descrive i paesi coinvolti nella prima guerra mondiale e nella seconda guerra mondiale personificandoli in ragazzi o ragazze.
Malattie
Durante l'epidemia di Ebola nell'Africa occidentale del 2014, un utente del sito web 4chan ha creato un'immagine raffigurante una versione moe della malattia. Anche durante la pandemia di COVID-19, una versione moe della malattia è stata creata, chiamandola Corona-chan.

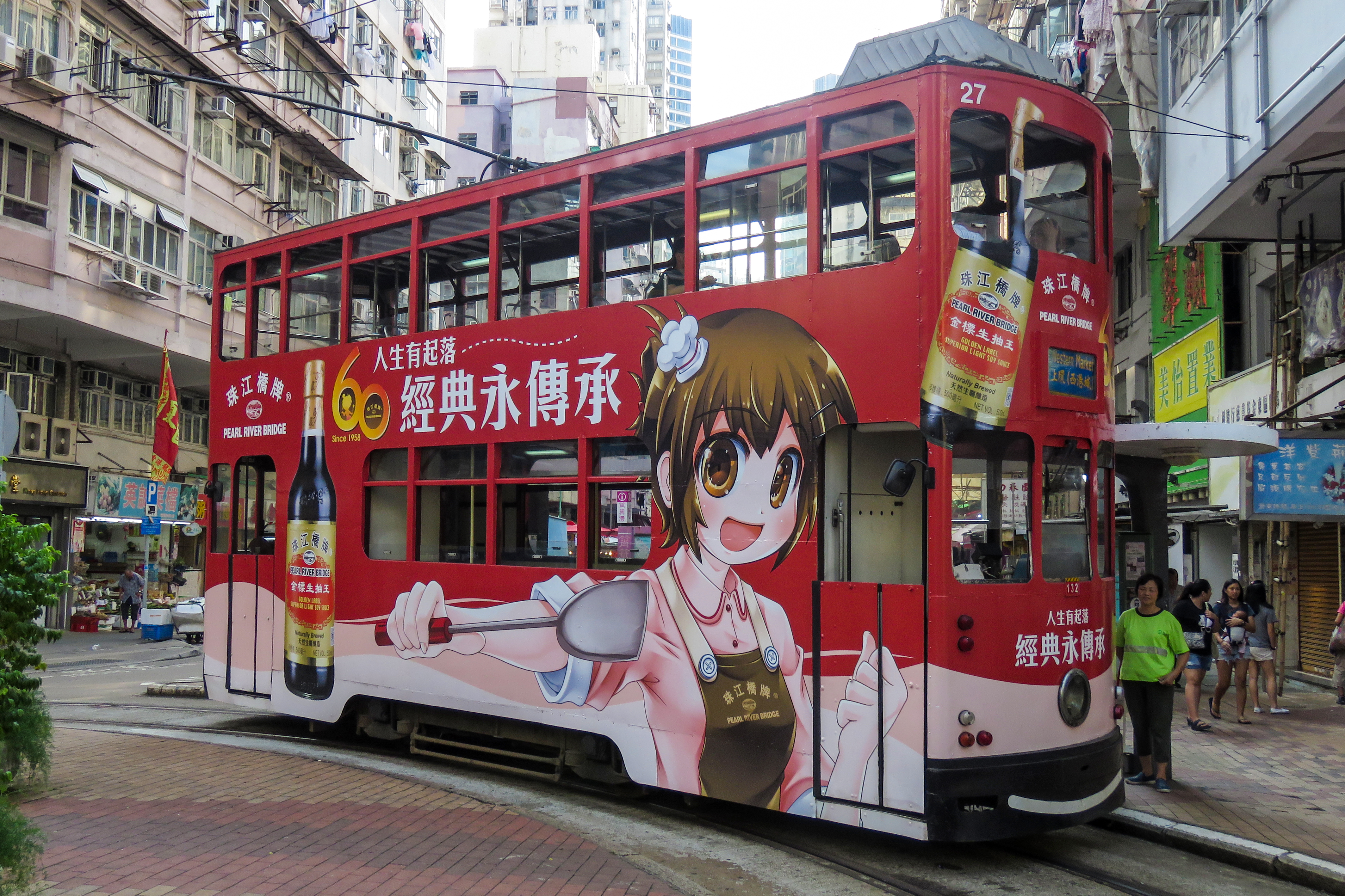
Un tram a Hong Kong con la livrea di una moe di un marchio locale di salsa di soia.

Cibo e bevande
Esempi in questa categoria sono Habanero-tan, mascotte non ufficiale del Bōkun Habanero, e Bisuke-tan, che pubblicizza i biscotti che la linea di fast food KFC vende in Giappone. La serie di light novel Akikan! presenta lattine di soda che magicamente si trasformano in ragazze. Nella prefettura di Okayama, per promuovere delle gelatine di produzione locale, sono state create delle apposite moe rappresentanti i vari gusti, includendo nel progetto anche delle doppiatrici per dare voce alle personificazioni.
Elettrodomestici
Gli eroge Like life e Monogokoro, Monomusume caratterizzano entrambi degli elettrodomestici come ragazze. Questi apparecchi includono lavatrici, sveglie, gomme per lavagne, cuscini, scatole di pronto soccorso, cellulari, e anche cassette postali.
Anche il manga 090 Eko a Issho presenta ragazze che sono telefoni cellulari.
Apparecchiature e veicoli militari
I mecha musume sono personificazioni antropomorfe di apparecchiature o veicoli militari, come ad esempio pistole, carri armati, navi, aeromobili e anche missili. I soggetti più popolari sono veicoli tratti dalla seconda guerra mondiale. Sono state inoltre distribuite delle figure dei mecha musume più popolari.
Veicoli
Treni famosi che sono stati disegnati come ragazze includono il Fastech 360, spesso disegnato con orecchie di gatto a causa degli aerofreni di emergenza del veicolo. Chiamato "Fastech-tan", ha una propria figure da collezione, venduta con il permesso della Compagnia ferroviaria del Giappone orientale. Il videogame Maitetsu e la sua versione anime Rail Romanesque presentano i Railords, treni antropomorfizzati accoppiati con i treni reali da cui prendono spunto.